# John Carney
John Carney (1972) es un director de cine, productor, guionista irlandés que se especializa en películas de drama musical. Es más conocido como el showrunner y productor ejecutivo de Modern Love en Prime Video, por sus películas Once, Begin Again y Sing Street. También es cocreador de la serie dramática de televisión irlandesa Bachelors Walk.

## Vida y carrera
Carney nació en Dublín y se educó en el De La Salle College Churchtown y en el Synge Street CBS.
Fue bajista de la banda de rock irlandesa The Frames entre 1991 y 1993 y también dirigió algunos de sus videos musicales.
Además de filmar videos musicales, Carney también escribió y dirigió dos cortometrajes premiados ( Shining Star y Hotel ) antes de realizar su primer largometraje. Con su colega cineasta Tom Hall, Carney escribió y dirigió Tarde de noviembre, su primer largometraje, en 1996. A pesar de un lanzamiento limitado, fue aclamada como la "Película del Año" por el Irish Times. El drama de bajo presupuesto, filmado en blanco y negro, cuenta la historia de dos parejas cuyas relaciones comienzan a desmoronarse durante un fin de semana lleno de acontecimientos. El propio Carney proporcionó una partitura de jazz para la banda sonora.

## Filmografía
| Año  | Película           | Rol                     |
| ---- | ------------------ | ----------------------- |
| 1996 | November Afternoon | Codirector, coguionista |
| 1999 | Park               | Codirector, coguionista |
| 2001 | On the Edge        | Director, coguionista   |
| 2007 | Once               | Director, guionista     |
| 2009 | Zonad              | Director, coguionista   |
| 2013 | Begin Again        | Director, guionista     |
| 2016 | Sing Street        | Director, guionista     |
| 2023 | Flora and Son      | Director, guionista     |